# Iglesia del Monasterio del Carmen Bajo de San Rafael

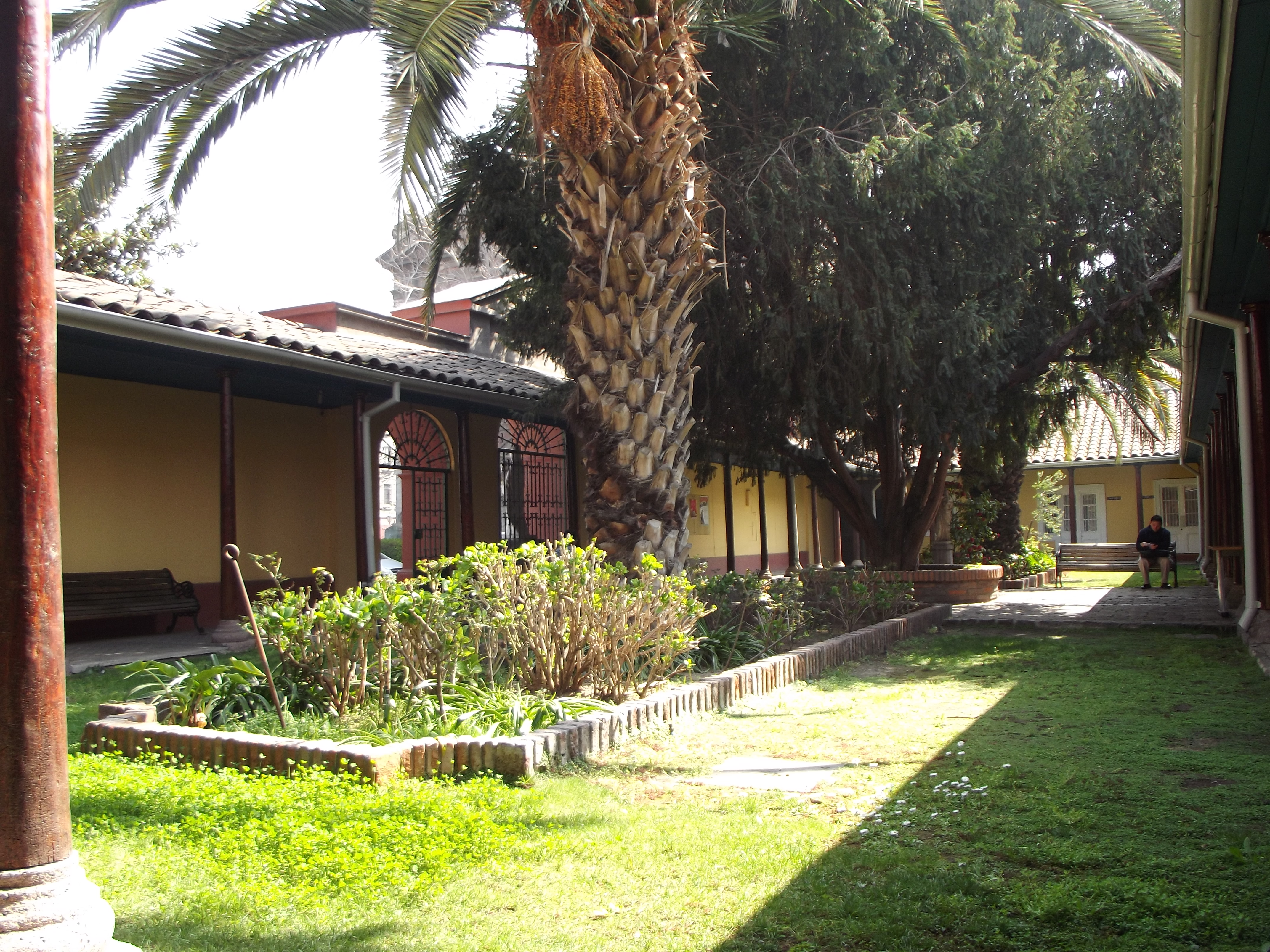
Vista del claustro del monasterio.

La Iglesia del Monasterio del Carmen Bajo de San Rafael es un templo católico ubicado en la Avenida Independencia, en la comuna homónima de la ciudad de Santiago, Chile. Fundado el monasterio en 1770, funcionó como tal hasta 1958, y desde 1985 es sede de la Vicaría Episcopal Zona Norte del Arzobispado de Santiago. En conjunto con las construcciones remanentes del antiguo monasterio fue declarada Monumento Nacional de Chile, en la categoría de Monumento Histórico, mediante el Decreto Supremo nº 1412, del 24 de noviembre de 1983.

## Historia
El corregidor de Santiago Luis Manuel de Zañartu elevó una petición al rey Carlos III para construir un monasterio de las Carmelitas Descalzas en la ciudad el 30 de enero de 1762. Por Real cédula fue concedida la instalación del monasterio en julio de 1766, siendo ubicado en el sector de La Cañadilla, al norte del río Mapocho.
Las obras de la construcción fueron iniciadas en el año 1767, siendo concluidas en 1770. La iglesia comenzó su edificación en 1774 bajo la dirección de Marcelino de la Peña y Juan Solís. Este templo fue inaugurado el 24 de octubre de 1777 por el corregidor Zañartu y la Real Audiencia.
Una inundación debido a la crecida del río Mapocho en 1783 dañó los cimientos de la iglesia, viéndose las religiosas en la obligación de salir del edificio, y ocupando provisoriamente una casa de los dominicos, cerca de la Recoleta Dominica. En 1870 el arquitecto Fermín Vivaceta hizo reformas al templo, agregando en la torre una imagen del Arcángel Rafael.
El monasterio funcionó hasta el 20 de febrero de 1958, cuando las religiosas de la congregación se trasladaron hacia La Reina. La antigua iglesia quedó abandonada hasta el año 1985, cuando fue transformada para acoger la sede de la Vicaría Episcopal Zona Norte del Arzobispado de Santiago, luego de años de deterioro en donde incluso albergó bodegas de la Vega Central.

## Descripción
La iglesia se encuentra paralela a la Avenida Independencia, en un volumen rectangular. Presenta una torre adosada de base cuadrada, y está precedido de un atrio enrejado en su lado sur.
El claustro es de estilo colonial, con varios cuerpos que se entrelazan formando diversos patios. Está formado de muros de adobe con pilares esbeltos, y cubierta de tejas.
La iglesia es de estilo neoclásico, teniendo en su fachada diversos resaltes formado por las diversas pilastras, columnas de orden corintio, arquivolta, y frontón curvo en el acceso principal.
La torre es de ladrillo hasta el cornisamiento superior, completada por cuerpos de madera forrada por hierro estampado, siendo rematada por una imagen del Arcángel Rafael.